# Indian Super League 2025-2026
Navigation
Indian Super League 2024-2025 Indian Super League 2026-2027
La saison 2025-2026 de l'Indian Super League est la 12e édition de l'Indian Super League, le championnat professionnel de football en Inde et la 30e fois que le titre de champion d'Inde sera décerné.
Le Mohun Bagan SG est le tenant du titre après avoir remporté pour la 3e fois la compétition alors que l'Inter Kashi FC rejoint ce niveau de la compétition. 

## Réglement
L'Indian Super League est composé de quatorze clubs qui s'affrontent tous lors de confrontations aller et retour. Le champion de l'Indian Super League est l'équipe qui obtient le plus grand nombre de points après les 26 journées de championnat. Les six premiers du classement se qualifie pour l'ISL Cup, qui se joue en fin de saison dans un tournoi à élimination directe. À la fin de la compétition, le champion se qualifie pour la phase de groupe de la Ligue des champions 2 2026-2027 alors que le vainqueur de la Supercoupe d'Inde de football se qualifie pour le tour préliminaire. 
Il n'y a pas de relégation en fin de saison la ligue étant un championnat fermé.
Le classement est calculé avec le barème de points suivant : une victoire vaut trois points, le match nul un. La défaite ne rapporte aucun point.
À égalité de points, les critères de départage sont les suivants :
1. Plus grande différence de buts ;
2. Plus grand nombre de buts marqués ;
3. Plus grand nombre de points lors des confrontations directes ;
4. Plus grande différence de buts lors des confrontations directes ;
5. Plus grand nombre de buts marqués lors des confrontations directes ;
6. Classement du Fairplay ;
7. Tirage au sort.

## Participants
L'édition 2025-2026 est la 1re édition à quatorze équipes à la suite de la promotion de l'Inter Kashi FC.
| Club               | Ville       | Classement 2024-2025 | Stade                                  | Capacité |
| ------------------ | ----------- | -------------------- | -------------------------------------- | -------- |
| Mohun Bagan SG     | Kolkata     | 1er                  | Salt Lake Stadium                      | 68 000   |
| FC Goa             | Margao      | 2e                   | Fatorda Stadium                        | 19 000   |
| Bengaluru FC       | Bengaluru   | 3e                   | Stade Sree Kanteerava                  | 25 810   |
| NorthEast United   | Guwahati    | 4e                   | Stade Indira Gandhi Athletic           | 21 600   |
| Jamshedpur FC      | Jamshedpur  | 5e                   | Complexe JRD Tata Sports               | 24 424   |
| Mumbai City FC     | Mumbai      | 6e                   | Mumbai Football Arena                  | 7 000    |
| Odisha FC          | Bhubaneswar | 7e                   | Kalinga Stadium                        | 15 000   |
| Kerala Blasters FC | Kochi       | 8e                   | Stade Kaloor                           | 41 000   |
| East Bengal FC     | Kolkata     | 9e                   | Salt Lake Stadium                      | 68 000   |
| Punjab FC          | Mohali      | 10e                  | Stade Jawaharlal Nehru                 | 60 254   |
| Chennaiyin FC      | Chennai     | 11e                  | Stade Jawaharlal Nehru                 | 40 000   |
| Hyderabad FC       | Hyderabad   | 12e                  | Stade GMC Balayogi Athletic            | 30 000   |
| Mohammedan SC      | Kolkata     | 13e                  | Stade Kishore Bharati Krirangan        | 12 000   |
| Inter Kashi FC     | Bénarès     | 1er                  | Arjuna Bhogeswar Baruah Sports Complex | 21 600   |

Légende des couleurs
- Phase de groupe de la Ligue des champions 2 2025-2026
- Tours préliminaire de la Ligue des champions 2 2025-2026
- Promu de la I-League 2024-2025

| \| Bengaluru FC Chennaiyin FC FC Goa Jamshedpur FC Mumbai City FC Hyderabad FC Punjab FC NorthEast United Odisha FC Kerala Blasters FC Mohammedan SC East Bengal FC Mohun Bagan SG Inter Kashi FC \| Localisation des clubs engagés dans le championnat. |
| Bengaluru FC Chennaiyin FC FC Goa Jamshedpur FC Mumbai City FC Hyderabad FC Punjab FC NorthEast United Odisha FC Kerala Blasters FC Mohammedan SC East Bengal FC Mohun Bagan SG Inter Kashi FC                                                           |

## Compétition

### Classement
| Rang | Équipe             | Pts | J | G | N | P | Bp | Bc | Diff |
| ---- | ------------------ | --- | - | - | - | - | -- | -- | ---- |
| 1    | Bengaluru FC       | 0   | 0 | 0 | 0 | 0 | 0  | 0  | 0    |
| 2    | Chennaiyin FC      | 0   | 0 | 0 | 0 | 0 | 0  | 0  | 0    |
| 3    | East Bengal FC     | 0   | 0 | 0 | 0 | 0 | 0  | 0  | 0    |
| 4    | FC Goa             | 0   | 0 | 0 | 0 | 0 | 0  | 0  | 0    |
| 5    | Hyderabad FC       | 0   | 0 | 0 | 0 | 0 | 0  | 0  | 0    |
| 6    | Inter Kashi FC P   | 0   | 0 | 0 | 0 | 0 | 0  | 0  | 0    |
| 7    | Jamshedpur FC      | 0   | 0 | 0 | 0 | 0 | 0  | 0  | 0    |
| 8    | Kerala Blasters FC | 0   | 0 | 0 | 0 | 0 | 0  | 0  | 0    |
| 9    | Mohammedan SC      | 0   | 0 | 0 | 0 | 0 | 0  | 0  | 0    |
| 10   | Mohun Bagan SG T   | 0   | 0 | 0 | 0 | 0 | 0  | 0  | 0    |
| 11   | Mumbai City FC     | 0   | 0 | 0 | 0 | 0 | 0  | 0  | 0    |
| 12   | NorthEast United   | 0   | 0 | 0 | 0 | 0 | 0  | 0  | 0    |
| 13   | Odisha FC          | 0   | 0 | 0 | 0 | 0 | 0  | 0  | 0    |
| 14   | Punjab FC          | 0   | 0 | 0 | 0 | 0 | 0  | 0  | 0    |

| Légende : Qualifications et relégations | Légende : Qualifications et relégations                                                 |
| --------------------------------------- | --------------------------------------------------------------------------------------- |
|                                         | Phase de groupe de la Ligue des champions 2 2026-2027 Demi-finale de l'ISL Cup          |
|                                         | Tour préliminaire de la Ligue des champions 2 2026-2027                                 |
|                                         | Demi-finale de l'ISL Cup                                                                |
|                                         | Quart de finale de l'ISL Cup                                                            |
|                                         | T : Tenant du titre P : Promu de la I-League S : Vainqueur de la Supercoupe d'Inde 2026 |

### Résultats
| Résultats (▼dom., ►ext.)                                   | BFC | CFC | EBFC | FCG | HFC | IKFC | JFC | KBFC | MSC | MBSG | MCFC | NEU | OFC | PFC |
| Bengaluru FC                                               |     | -   | -    | -   | -   | -    | -   | -    | -   | -    | -    | -   | -   | -   |
| Chennaiyin FC                                              | -   |     | -    | -   | -   | -    | -   | -    | -   | -    | -    | -   | -   | -   |
| East Bengal FC                                             | -   | -   |      | -   | -   | -    | -   | -    | -   | -    | -    | -   | -   | -   |
| FC Goa                                                     | -   | -   | -    |     | -   | -    | -   | -    | -   | -    | -    | -   | -   | -   |
| Hyderabad FC                                               | -   | -   | -    | -   |     | -    | -   | -    | -   | -    | -    | -   | -   | -   |
| Inter Kashi FC                                             | -   | -   | -    | -   | -   |      | -   | -    | -   | -    | -    | -   | -   | -   |
| Jamshedpur FC                                              | -   | -   | -    | -   | -   | -    |     | -    | -   | -    | -    | -   | -   | -   |
| Kerala Blasters FC                                         | -   | -   | -    | -   | -   | -    | -   |      | -   | -    | -    | -   | -   | -   |
| Mohammedan SC                                              | -   | -   | -    | -   | -   | -    | -   | -    |     | -    | -    | -   | -   | -   |
| Mohun Bagan SG                                             | -   | -   | -    | -   | -   | -    | -   | -    | -   |      | -    | -   | -   | -   |
| Mumbai City FC                                             | -   | -   | -    | -   | -   | -    | -   | -    | -   | -    |      | -   | -   | -   |
| NorthEast United                                           | -   | -   | -    | -   | -   | -    | -   | -    | -   | -    | -    |     | -   | -   |
| Odisha FC                                                  | -   | -   | -    | -   | -   | -    | -   | -    | -   | -    | -    | -   |     | -   |
| Punjab FC                                                  | -   | -   | -    | -   | -   | -    | -   | -    | -   | -    | -    | -   | -   |     |
| - Victoire à domicile - Match nul - Victoire à l'extérieur |     |     |      |     |     |      |     |      |     |      |      |     |     |     |

## ISL Cup

### Règlement
Le premier et le deuxième du championnat sont directement qualifiés pour les demi-finales.
En quart de finale, le 3e rencontre le 6e, le 4e rencontre le 5e sur un seul match.
Les demi-finales se déroulent par match aller-retour, avec le match retour chez l'équipe la mieux classée. La règle du but à l'extérieur est introduite. Ainsi, en cas d'égalité de buts à l'issue des deux matchs, l'équipe qui aura inscrit le plus de buts à l'extérieur se qualifie. Sinon, une prolongation de deux périodes de 15 minutes a alors lieu pour départager les équipes. Quel que soit le nombre de buts inscrits en prolongation, si les deux équipes restent à égalité, une séance de tirs au but a lieu.
La finale se déroule en un seul match, avec prolongation et tirs au but pour départager si nécessaire les équipes.

### Tableau
|  | Premier tour | Premier tour | Premier tour | Premier tour |   |   | Deuxième tour | Deuxième tour | Deuxième tour | Deuxième tour |  |  | Finale | Finale | Finale | Finale |
|  |              |              |              |              |   |   |               |               |               |               |  |  |        |        |        |        |
|  |              |              |              |              |   |   |               |               |               |               |  |  |        |        |        |        |
|  |              |              |              |              |   |   |               |               |               |               |  |  |        |        |        |        |
|  | 3e           | 0            | -            | -            |   |   |               |               |               |               |  |  |        |        |        |        |
|  | 3e           | 0            | -            | -            |   |   |               |               |               |               |  |  |        |        |        |        |
|  | 6e           | 0            | -            | -            |   |   |               |               |               |               |  |  |        |        |        |        |
|  | 6e           | 0            | -            | -            | 0 | 0 | -             | -             |               |               |  |  |        |        |        |        |
|  |              |              |              |              | 0 | 0 | -             | -             |               |               |  |  |        |        |        |        |
|  |              |              | 2e           | 0            | - | - |               |               |               |               |  |  |        |        |        |        |
|  |              |              |              |              | - | - |               |               |               |               |  |  |        |        |        |        |
|  |              |              |              |              |   |   |               |               |               |               |  |  |        |        |        |        |
|  |              |              |              |              |   |   |               |               |               |               |  |  |        |        |        |        |
|  | 0            | 0            | -            | -            |   |   |               |               |               |               |  |  |        |        |        |        |
|  | 0            | 0            | -            | -            |   |   |               |               |               |               |  |  |        |        |        |        |
|  |              |              | 0            | 0            | - | - |               |               |               |               |  |  |        |        |        |        |
|  | 4e           | 0            | 0            | 0            | - | - | -             | -             |               |               |  |  |        |        |        |        |
|  | 4e           | 0            |              |              |   |   |               |               |               |               |  |  |        |        |        |        |
|  | 5e           | 0            | -            | -            |   |   |               |               |               |               |  |  |        |        |        |        |
|  | 5e           | 0            | -            | -            | 0 | 0 | -             | -             |               |               |  |  |        |        |        |        |
|  |              |              |              |              | 0 | 0 | -             | -             |               |               |  |  |        |        |        |        |
|  |              |              | 1er          | 0            | - | - |               |               |               |               |  |  |        |        |        |        |
|  |              |              |              |              | - | - |               |               |               |               |  |  |        |        |        |        |
|  |              |              |              |              |   |   |               |               |               |               |  |  |        |        |        |        |
|  |              |              |              |              |   |   |               |               |               |               |  |  |        |        |        |        |
|  |              |              |              |              |   |   |               |               |               |               |  |  |        |        |        |        |
|  |              |              |              |              |   |   |               |               |               |               |  |  |        |        |        |        |

## Bilan de la saison
| Indian Super League 2025-2026                |
| Champion                                     |
| Coupes et trophées                           |
| Vainqueur Supercoupe d'Inde de football 2026 |
| Vainqueur ISL Cup 2026                       |
| Qualifications continentales                 |
| Ligue des champions 2                        |